# Krystian Sikorski
Krystian Jan Sikorski (ur. 14 kwietnia 1961 w Bytomiu) – polski hokeista, dwukrotny olimpijczyk, trener hokejowy i piłkarski.

## Kariera

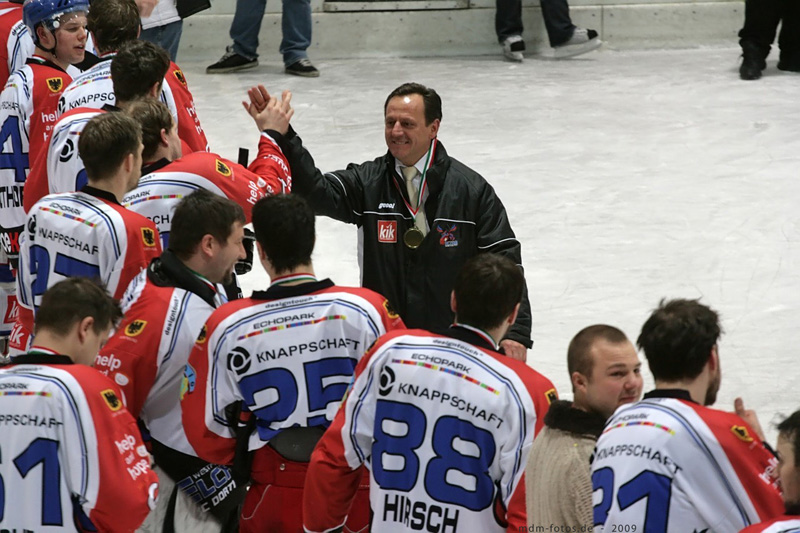
Krystian Sikorski po zwycięstwie wraz z drużyną EHC Dortmund

Wychowanek Polonii Bytom, w której przez dziesięć sezonów rozegrał 306 meczów i strzelił 195 goli w ekstraklasie polskiej, pięciokrotnie zdobywając mistrzostwo (1984, 1986, 1988, 1989, 1990) i trzykrotnie wicemistrzostwo Polski (1983, 1985, 1987).
Następnie występował na lodowiskach RFN, obecnie zajmuje się pracą trenerską (drużyny EHC Dortmund, Herner EV).

## Kariera reprezentacyjna
W reprezentacji Polski w latach 1982-1990 rozegrał 98 spotkań, strzelił 25 bramek. Dwukrotnie grał na igrzyskach olimpijskich (1984 w Sarajewie i 1988 w Calgary oraz na pięciu turniejach o mistrzostwo świata.
Po wygraniu przez Polskę turnieju mistrzostw świata Grupy B w 1985 i uzyskanym awansie do Grupy A został odznaczony Brązowym Medalem za Wybitne Osiągnięcia Sportowe.

## Sukcesy
Polonia Bytom
- Mistrzostwo Polski: 1984, 1986, 1988, 1989, 1990
- Wicemistrzostwo Polski: 1983, 1985, 1987
- Finał Pucharu Europy: 1985